# Ischnopopillia sulcatula
Ischnopopillia sulcatula är en skalbaggsart som beskrevs av Lin 1981. Ischnopopillia sulcatula ingår i släktet Ischnopopillia och familjen Rutelidae. Inga underarter finns listade i Catalogue of Life.